# 간스이지역
간수이지역(일본어: 岩水寺駅, がんすいじえき)은 일본 시즈오카현 하마마쓰시 하마나구 네가타에 있는 덴류 하마나코 철도의 철도역이다. 하마마쓰 시내에는 엔슈 철도 철도선 엔슈 간수이지 역도 있으나 꽤 떨어져 있다. 역명의 유래가 된 간수이지에는 당역이 더 가깝다.
1면 1선 구조의 지상역이며, 무인역으로 운영된다. 역사는 없다. 국철 후타마타 선 시절에는 1면 2선이었으나 하마나코 선으로 개편될 당시 한쪽 선로 하나를 철거하였다.

## 역세권 정보
- 간수이지 - 당역에서 북방 도보 10분.
- 엔슈 철도 철도선 엔슈간수이지 역
- 국도 제152호선
- 국도 제362호선

## 역사
- 1940년 6월 1일 - 엔슈 모리 역 - 가나사시 역 구간 개통시에 국철 후타마타 선의 역으로 개업.
- 1970년 6월 1일 - 수하물 소화물 취급 폐지와 동시에 역무원 무배지역이 됨.
- 1973년 4월 1일 - 화물(동역 접속 전용선 발착차급화물) 취급 폐지.
- 1987년 3월 15일 - 후타마타 선이 제3섹터 철도인 덴류 하마나코 철도로 전환.
- 2011년 1월 26일 - 대합실과 승강장이 일본 등록 유형 문화재에 등재되었다.

## 인접역
| 덴류하마나코 철도 ■ 덴류하마나코 선 | 덴류하마나코 철도 ■ 덴류하마나코 선 | 덴류하마나코 철도 ■ 덴류하마나코 선 |
| ----------------------------------- | ----------------------------------- | ----------------------------------- |
| 니시카지마 가케가와 방면            | 보통                                | 미야구치 신조하라 방면              |